# Система наблюдения за уровнем воды в Санкт-Петербурге
Система наблюдения за уровнем воды в Санкт-Петербурге — система сооружений водомерных столбов-футштоков.
В Санкт-Петербурге с момента основания существует высокий риск наводнений. 
С 1707 года в Кронштадте действует футшточная служба, являющаяся основным элементом системы оповещения о чрезвычайных ситуациях, действовавшей с первых лет существования города. Сигналом о начале наводнения служили звон колоколов и выстрелы из пушек.

## Система наблюдения и оповещения
С 1725 года в Санкт-Петербурге были начаты регулярные инструментальные метеорологические наблюдения, а в 1727 году под руководством Академии наук была создана первая городская метеорологическая сеть станций.
1 декабря 1805 года образована Морская гидрометеорологическая станция 2-го разряда Кронштадт (МГ-2) в составе Морской гидрометеорологической обсерватории (МГМО). Для контроля уровня воды и предупреждения угрозы наводнения над уровнем воды в Неве использовались деревянные футштоки. Мареограф системы Рорданца был установлен в 1897 году и в том же году заменен на мареограф шведской системы. С тех пор сменилось несколько поколений самописцев, футшточные (уровнемерные) рейки размещались в разных местах Кронштадтского порта.
Высота подъёма воды определяется относительно нулевой отметки Кронштадтского футштока, показывающего средний уровень Балтийского моря или ординара Невы у Горного института, который выше нуля кронштадского футштока на 11 см и соответствует среднему уровню реки Невы. 
С 1982 года отсчёт уровня воды в реке Неве ведется по Кронштадтскому футштоку, наводнением в Петербурге считается подъём воды выше 160 см над его нулевой отметкой. При подъёме воды на 2 метра выше нулевой отметки низменные близлежащие территории подвергаются затоплению на 40 см. Если уровень воды достигнет 2,5-3 метра выше нуля, значит уровень воды в зоне затопления  будет на 1-1,5 метра выше поверхности суши. При наводнении 9 января 2005 года, когда уровень воды достиг 2,39 метра выше нуля, в городе были закрыты шесть самых низко расположенных станций метро: «Ладожская», «Садовая», «Пионерская», «Спортивная», «Чкаловская» и «Новая деревня».
Система оповещения о наводнении находится в ведомстве ФГБУ «Северо-Западное управление по гидрометеорологии и мониторингу окружающей среды» Гидрометцентра России и Главного управления по г. Санкт-Петербургу МЧС России.

## Водомерные столбы
| Расположение                 | Описание | Координаты                      | Изображение            |
| ---------------------------- | --- | ------------------------------- | ---------------------- |
| Синий мост (Кронштадт)       | Футшток морской гидрометеорологической станции 2-го разряда Кронштадт (МГ-2), установлен в 1886 году в устое Синего моста через Обводный (Проводной) канал в Кронштадте. От нуля Кронштадтского футштока на всей территории бывшего Советского Союза производятся измерения глубин и высот, а также орбиты космических аппаратов. Кронштадтский футшток — один из старейших в глобальной сети уровневых постов Мирового океана. | 59°59′21″ с. ш. 29°45′43″ в. д. | Кронштадтский футшток  |
| Синий мост (Санкт-Петербург) | Гранитный водомерный столб-футшток, украшенный трезубцем Нептуна, находится на правом берегу ниже моста через реку Мойку. Построен в 1970-1971 годах по проекту архитектора В. А. Петрова На нём отмечены уровни крупнейших петербургских наводнений: 1824, 1903, 1924, 1955, 1967. | 59°55′54″ с. ш. 30°18′28″ в. д. | Футшток у Синего моста |
| Набережная Лейтенанта Шмидта | Футшток уровнемерного поста на набережной реки Невы у Горного института начал функционировать в 1878 году. Нулевая отметка выше кронштадского на 11 см. | 59°55′44″ с. ш. 30°16′12″ в. д. |                        |
| Гутуевский остров            | Морская гидрометеорологическая станция 2-го разряда «Невская-Порт» основана в 1920 году. Наблюдения на уровенном посту были начаты на юго-западном берегу Васильевского острова в конце Кожевенной линии. Пост был оборудован водомерной рейкой и мареографом системы Рорданца, с 1925 года уровенный пост перенесен на территорию Канонерского острова, а в 1933 году установлен мареограф в Большом Гутуевском ковше.         |                                 |                        |
| 2-й мост Круштейна           | футшток находится около моста через Адмиралтейский канал к Новой Голландии, установлен на 1,26 метра ниже кронштадтского. |                                 |                        |
| Орешек (крепость)            | Гидропост станция Петрокрепость |                                 |                        |
| Обуховский завод             | Гидропост Обуховский завод |                                 |                        |
| Литейный мост                | Гидропост Литейный мост |                                 |                        |

На практике используются данные по постам Кронштадт и Горный институт. На этих постах установлены автоматические датчики уровня воды. Данные передаются в Санкт-Петербургский Гидрометцентр.